# Rugops
Rugops là một chi khủng long, được Sereno J. A. Wilson & Conrad mô tả khoa học năm 2004.